# Rostov Velikij
Rostov Velikij (in russo Росто́в Великий? in norreno, Rostofa; in italiano significa "Rostov la Grande"), conosciuta anche come Rostov Jaroslavskij (Rostov di Jaroslavl') è una città della Russia nell'oblast' di Jaroslavl', situata sulle rive del lago Nero una sessantina di chilometri a sudest del capoluogo Jaroslavl'; è il capoluogo del distretto di Rostov.

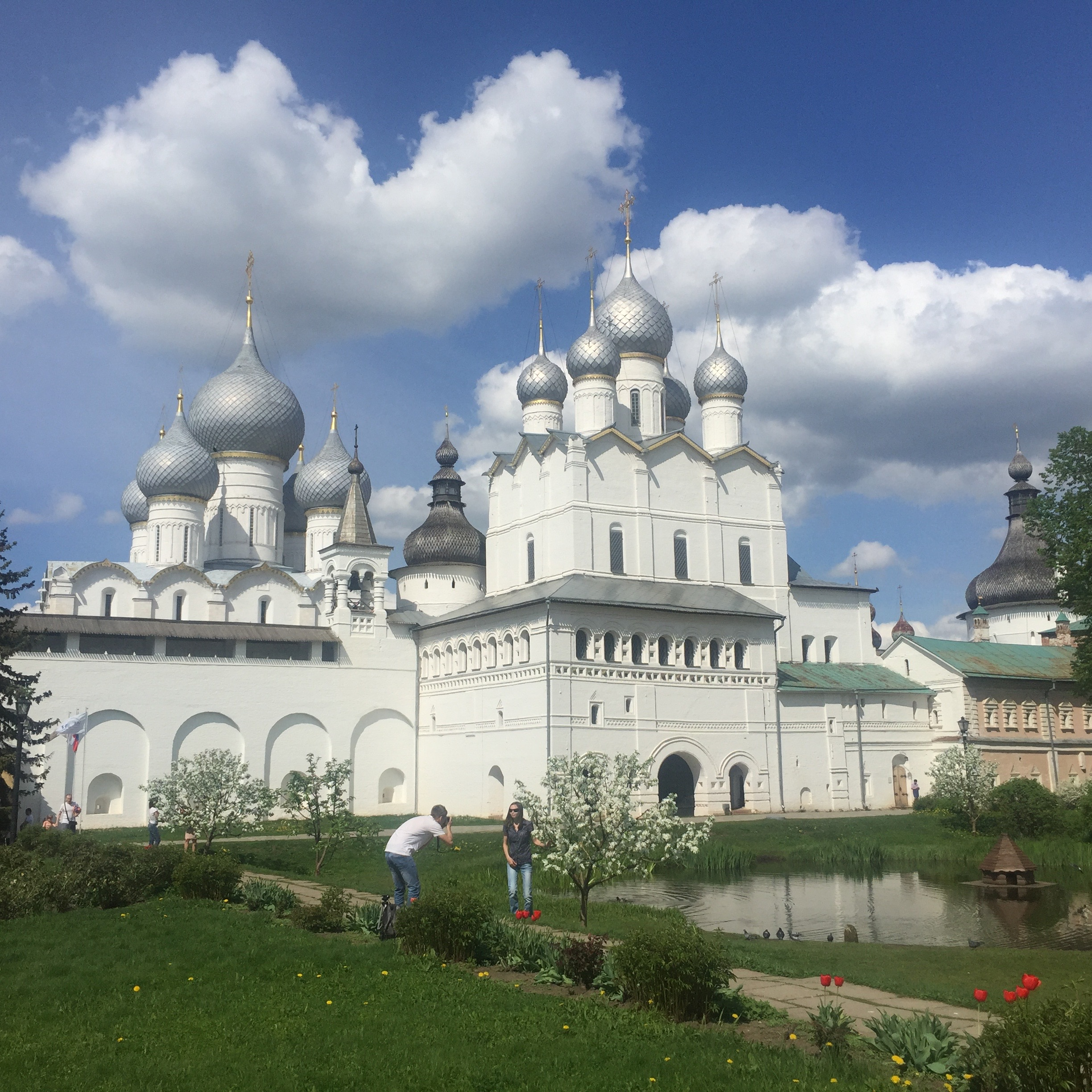
Cremlino di Rostov Velikij

## Storia
Compare nelle cronache nell'anno 862; nei secoli successivi si afferma come uno dei centri più importanti del panorama russo di allora, centro di uno dei principati di maggior rilievo; nel 1474 entra a far parte del Granducato di Mosca. Lo status di città è del 1777.
Per la sua notevolissima importanza turistica, Rostov Velikij fa parte del cosiddetto Anello d'oro.

## Società

### Evoluzione demografica
Fonte: mojgorod.ru
- 1897: 13.000
- 1926: 20.000
- 1939: 29.800
- 1970: 30.800
- 1989: 35.700
- 2002: 35.300
- 2006: 33.200

## Galleria d'immagini

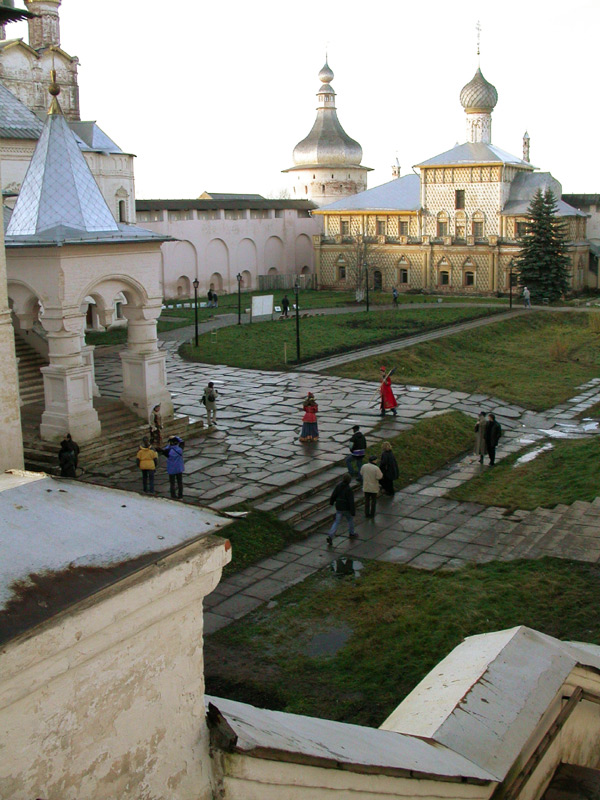
L'interno del cremlino.